# René Weibel
René Weibel (... – 2002) è stato un pallanuotista svizzero.

## Carriera
Nel 1948 partecipò ai Giochi di Londra 1948.